# А-центр
А-центр — дефектный комплекс в кремнии, состоящий из вакансии и примесного атома кислорода.  
Даже в самом чистом кремнии кислород — основная примесь. В кристалле кремния, выращенном методом Чохральского, его концентрация обычно составляет 1018 см−3. В кристалле кремния, выращенном методом зонной плавки, концентрация кислорода достигает 1016 см−3. В основном кислород в кремнии занимает междоузельные положения, в которых атом кислорода разрывает ковалентную связь между двумя соседними атомами кремния и располагается посередине. А-центры — другой тип дефекта, в котором кислород занимает место отсутствующего атома кремния, то есть становится своего рода дефектом замещения.
А-центр проявляется в инфракрасных спектрах линией с длиной волны 12 мкм.